# Wennbüttel
Wennbüttel ist eine Gemeinde im Kreis Dithmarschen in Schleswig-Holstein.

## Geografie

### Geografische Lage
Durch die Gemeinde, die auch „das Dorf mit den großen Bäumen“ genannt wird, schlängelt sich in ca. 3 km Länge die Gieselau. Sie mündet in den Nord-Ostsee-Kanal zwischen der Grünentaler Hochbrücke und der Weiche Fischerhütte.

### Nachbargemeinden
Die Gemeinden Albersdorf im Westen und Bunsoh im Norden bilden die Nachbargemeinden von Wennbüttel. Im Süden und Osten liegt die Grenze zum Kreis Rendsburg-Eckernförde teilweise noch vor dem Nord-Ostsee-Kanal.

## Geschichte
Siedlungshistorisch gehört Wennbüttel zu den Büttel-Ortschaften.
Am 1. April 1934 wurde die Kirchspielslandgemeinde Albersdorf aufgelöst. Alle ihre Dorfschaften, Dorfgemeinden und Bauerschaften wurden zu selbständigen Gemeinden/Landgemeinden, so auch Wennbüttel.

## Politik

### Gemeindevertretung
Bei der Kommunalwahl am 14. Mai 2023 wurden insgesamt sieben Sitze vergeben. Diese fielen alle an die Kommunale Wählervereinigung Wennbüttel. Die Wahlbeteiligung betrug 80,3 %.

## Wirtschaft und Infrastruktur
Das Dorf ist überwiegend landwirtschaftlich geprägt. So gibt es in dem Ort auch die Möglichkeit für Ferien auf dem Bauernhof.
Durch das Gemeindegebiet verläuft die Bahnstrecke Neumünster–Heide; der nächste Haltepunkt ist in der Nachbargemeinde Albersdorf.